# Roger Désormière
Roger Désormière (ur. 13 września 1898 w Vichy, zm. 25 października 1963 w Paryżu) – francuski kompozytor i dyrygent.

## Życiorys
Studiował na Conservatoire de Paris u Philippe’a Gauberta, Xaviera Leroux, Vincenta d’Indy’ego i Charlesa Koechlina. 
W roku 1923 założył wspólnie z Henri Sauguetem École d’Arceuil. Od roku 1925 był dyrygentem Baletów Rosyjskich Siergieja Diagilewa. Od roku 1930 kierował Société de musique d’autrefois (Towarzystwo Muzyki Dawnej). 
W roku 1932 został kierownikiem muzycznym firmy Pathé-Nathan i zdobył rozgłos jako kompozytor muzyki filmowej. W latach 1936–1940 był dyrektorem muzycznym paryskiej Opéra-Comique i Paryskiej Orkiestry Symfonicznej. Od roku 1944 do 1946 kierował Opéra national de Paris. Występował gościnnie jako dyrygent w mediolańskiej operze La Scala i w londyńskiej operze Royal Opera House. Zasiadał w jury konkursu głównego na 3. MFF w Cannes (1949).   
W roku 1952 wskutek zakrzepicy żył zmuszony był do zaniechania występów.